# Mezőtóhát
Mezőtóhát (régebben Újfalu, románul: Tăureni) falu Romániában, Erdélyben, Maros megyében, Mezőtóhát község központja.

## Fekvése
A Mezőségben, Maros megye nyugati szélén, a Ludas patak partján fekszik. Marosludastól 14 km-re északra, Tordától légvonalban 23 km-re keletre, Marosvásárhelytől légvonalban 36 km-re nyugatra található.

## Története
A településen vaskori sírokat találtak.
A trianoni békeszerződésig Torda-Aranyos vármegye Marosludasi járásához tartozott.
A 2002-es népszámláláskor 904 lakosa közül 827 fő (91,5%) román, 60 (6,6%) cigány, 17 (1,9%) pedig magyar volt.

## Gazdaság
- Halastavak
- Bútorgyár